# Памятник неизвестному матросу (Одесса)

Аллея славы, ведущая к памятнику Неизвестному матросу

Па́мятник неизве́стному матро́су в Одессе — мемориальный комплекс, увековечивающий память советских моряков, павших при защите и освобождении Одессы в годы Великой Отечественной войны.
Памятник находится на территории Центрального парка культуры и отдыха имени Тараса Шевченко.
В мемориал входит обелиск облицованный красным гранитом высотой 21 метр, к которому ведёт Аллея славы. У подножия обелиска горит Вечный огонь. 
На Аллее славы в одиночных и братских могилах похоронены герои обороны Одессы — лётчики —Герои Советского Союза Михаил Асташкин и Виталий Топольский, морские пехотинцы, капитаны кораблей, доставлявших в осаждённый город грузы, подводники, пограничники и др. 
Мемориал был открыт 9 мая 1960 года (скульптор М. И. Нарузецкий, архитекторы П. В. Томилин и Г. В. Топуз).
Музыка, звучащая на Аллее славы, «Реквием памяти неизвестного матроса», была написана композитором И. Ассеевым на стихи Р. Рождественского в 1964 году. Звучит в исполнении одессита, Заслуженного деятеля культуры, журналиста Одесского областного радио Л. К. Барабанова.